# Lothar Bisky
Lothar Bisky (Zollbruck, actualmente Polonia, 17 de agosto de 1941 - Leipzig, 13 de agosto de 2013) fue un político alemán, presidente del partido La Izquierda. 

## Trayectoria política
Periodista de profesión, se afilió en 1963 al Partido Socialista Unificado de Alemania (SED), el partido gobernante de la República Democrática Alemana. Fue rector de la Universidad del Cine y la Televisión de Potsdam entre 1986 y 1990, y desde 1991 estuvo en el Consejo de Administración de la televisión regional ORB. 
En las últimas elecciones de Alemania Oriental en marzo de 1990 fue elegido diputado del Partido del Socialismo Democrático (PDS), partido sucesor del SED y, más tarde, diputado del Parlamento Regional de Brandeburgo. En 1993 fue elegido presidente del PDS, pero dimitió en 2000 tras quedar en minoría en el Comité Ejecutivo su propuesta de apoyar intervenciones militares que tuvieran el respaldo de las Naciones Unidas. 
En 2003 fue de nuevo elegido presidente del PDS. Colaboró estrechamente con la figura más popular del partido, Gregor Gysi. En 2005 fue ratificado como presidente después de que su partido cambiara el nombre por el de Die Linkspartei (Partido de la Izquierda) y abriera sus listas a los miembros de la WASG de Oskar Lafontaine.
En las elecciones federales de 2005, Bisky obtuvo un escaño en el parlamento federal (Bundestag). Sin embargo, sufrió un duro revés personal al no ser elegido vicepresidente del parlamento. Tradicionalmente, todos los grupos representados en el Bundestag obtienen una vicepresidencia, y el pleno del parlamento sólo suele ratificar los candidatos propuestos por los partidos. En el caso de Bisky, sin embargo, tanto los partidos de derechas (CDU/CSU y FDP) como buena parte de los socialdemócratas rechazaron la idea de que un antiguo político destacado del SED y posiblemente involucrado en la Stasi pudiera llegar a ser vicepresidente del parlamento federal. Después de varias votaciones fallidas, el Partido de la Izquierda decidió dejar vacante su puesto de vicepresidente como señal de protesta. No obstante, algunos meses más tarde propuso otra candidata (Petra Pau, más joven y por ello no infectada por un pasado en el SED), que fue aceptada por el pleno.
Desde la fusión oficial del Partido de la Izquierda y la WASG en 2007, Bisky presidió el nuevo partido La Izquierda junto con Oskar Lafontaine.
Entre 2009 y 2013 fue diputado al Parlamento Europeo.

## Informante de la Stasi
En 1995 se descubrió que Bisky había sido colaborador informal de la Stasi. Los archivos de la Stasi sobre su esposa se refieren a sus actividades como informante.
Lothar Bisky falleció el 13 de agosto de 2013 a los 71 años en Leipzig.